# Station Hoevelaken
Station Hoevelaken is een spoorwegstation dat de Nederlandse plaats Hoevelaken bedient. Het ligt aan de 'Oosterspoorweg' Amersfoort - Apeldoorn, maar wordt uitsluitend bediend door treinen van de spoorlijn Amersfoort - Ede-Wageningen (de 'kippenlijn', onderdeel van de 'Valleilijn'). Dit in tegenstelling tot de eerdere stopplaats Hoevelaken, die aan de Centraalspoorweg gelegen was.

## Beschrijving
In mei 2006 gaf minister Karla Peijs van Verkeer en Waterstaat toestemming voor de bouw. Haar opvolger Camiel Eurlings tekende in februari 2010 de benodigde beschikking. Het station is in 2012 gebouwd en werd op 8 december van dat jaar geopend.
Op het station stoppen alleen treinen van de Valleilijn, hoewel het station aan het hoofdrailnet ligt. De reden hiervoor is dat NS alleen met intercity's langs dit station rijdt. Een reis van Apeldoorn naar Hoevelaken is daardoor duurder dan een reis van Apeldoorn naar Amersfoort. Het station is het enige aan het gedeelte van de Valleilijn (de treindienst tussen Amersfoort en Ede-Wageningen) dat samenloopt met de spoorlijn Amersfoort Centraal – Apeldoorn.
Het station is gebouwd op grondgebied van Stoutenburg Noord in de gemeente Amersfoort, nabij het viaduct over de spoorlijn en de A1 aan de Stoutenburgerlaan. Deze is gewijzigd in een 30 km/h-zone. Zodoende ligt het station in de provincie Utrecht, terwijl het dorp Hoevelaken in de provincie Gelderland ligt. In de nacht van 8 december 2012 is er tevens een voetgangersbrug naast geplaatst, die een verbinding vormt tussen het stationsgebied en een parkeerplaats aan de noordkant van de snelweg.
Het station bestaat uit twee perrons, die met elkaar verbonden zijn via een gedeeltelijk overdekt platform dat vanaf beide zijden te bereiken is met zowel een lift als een trap, en die een onbewaakte fietsenstalling huisvest.
Op een gemiddelde werkdag in 2016 bedroeg het aantal in- en uitstappers 1359.

## Bediening
Het station wordt in de dienstregeling 2025 bediend door de volgende treinseries:
| Serie       | Treinsoort        | Route                                                                 | Bijzonderheden                   |
| ----------- | ----------------- | --------------------------------------------------------------------- | -------------------------------- |
| 31300 RS 34 | Sprinter (Keolis) | Amersfoort Centraal – Hoevelaken – Barneveld Centrum – Ede-Wageningen | Onderdeel van de formule RRReis. |
| 31400 RS 34 | Sprinter (Keolis) | Amersfoort Centraal – Hoevelaken – Barneveld Centrum – Barneveld Zuid | Onderdeel van de formule RRReis. |

## Afbeeldingen

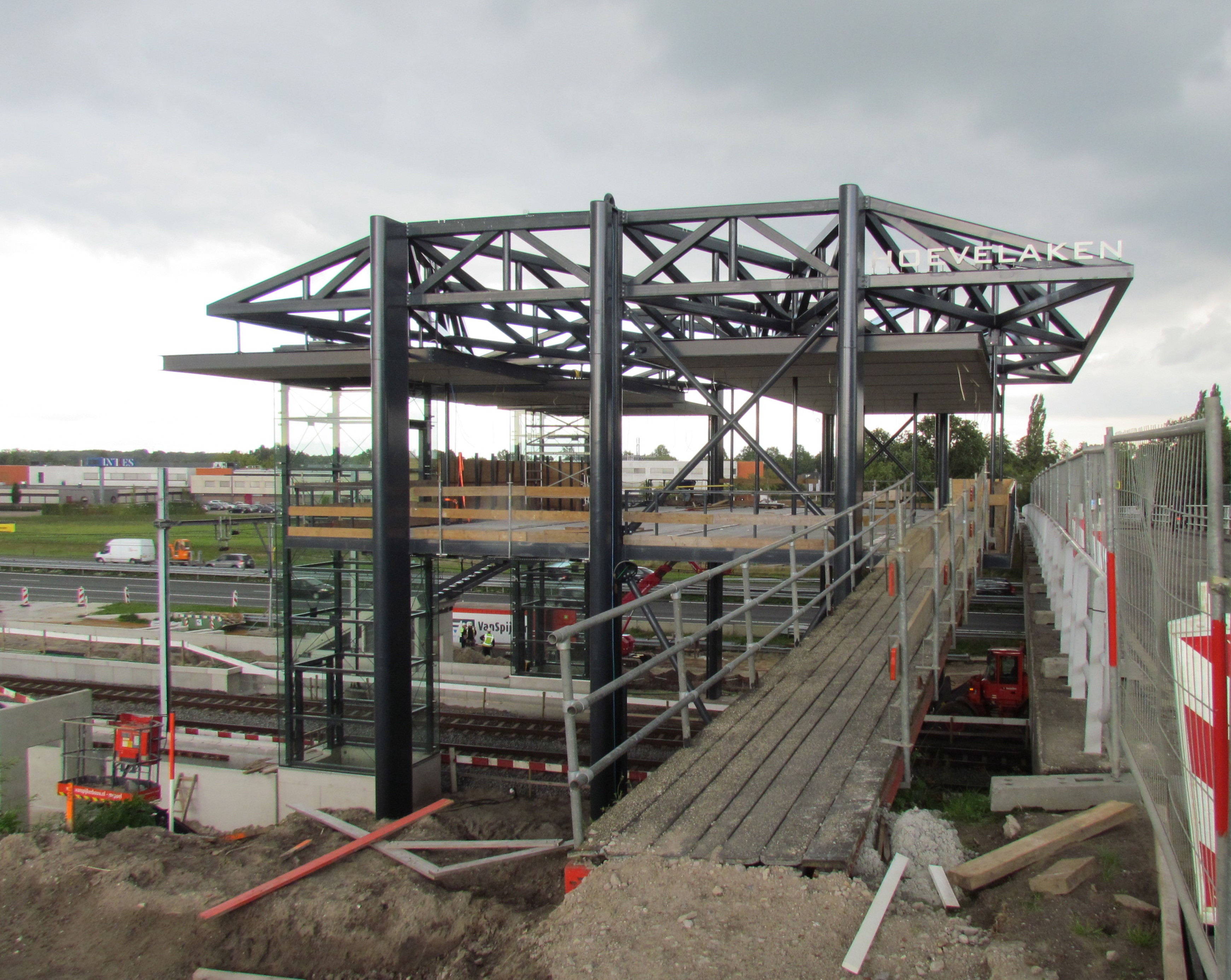
Station in aanbouw
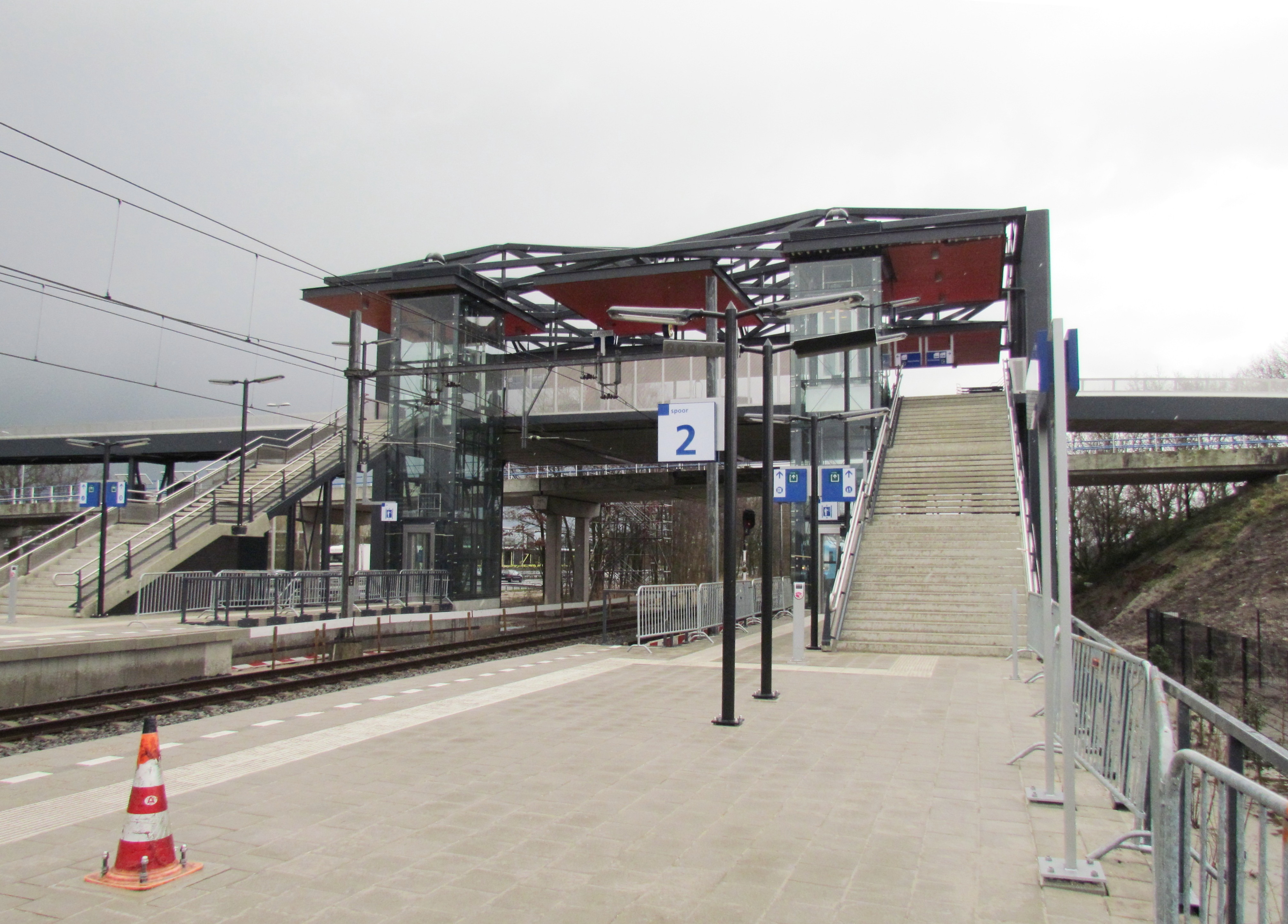
Station in december 2012, enkele weken na de opening
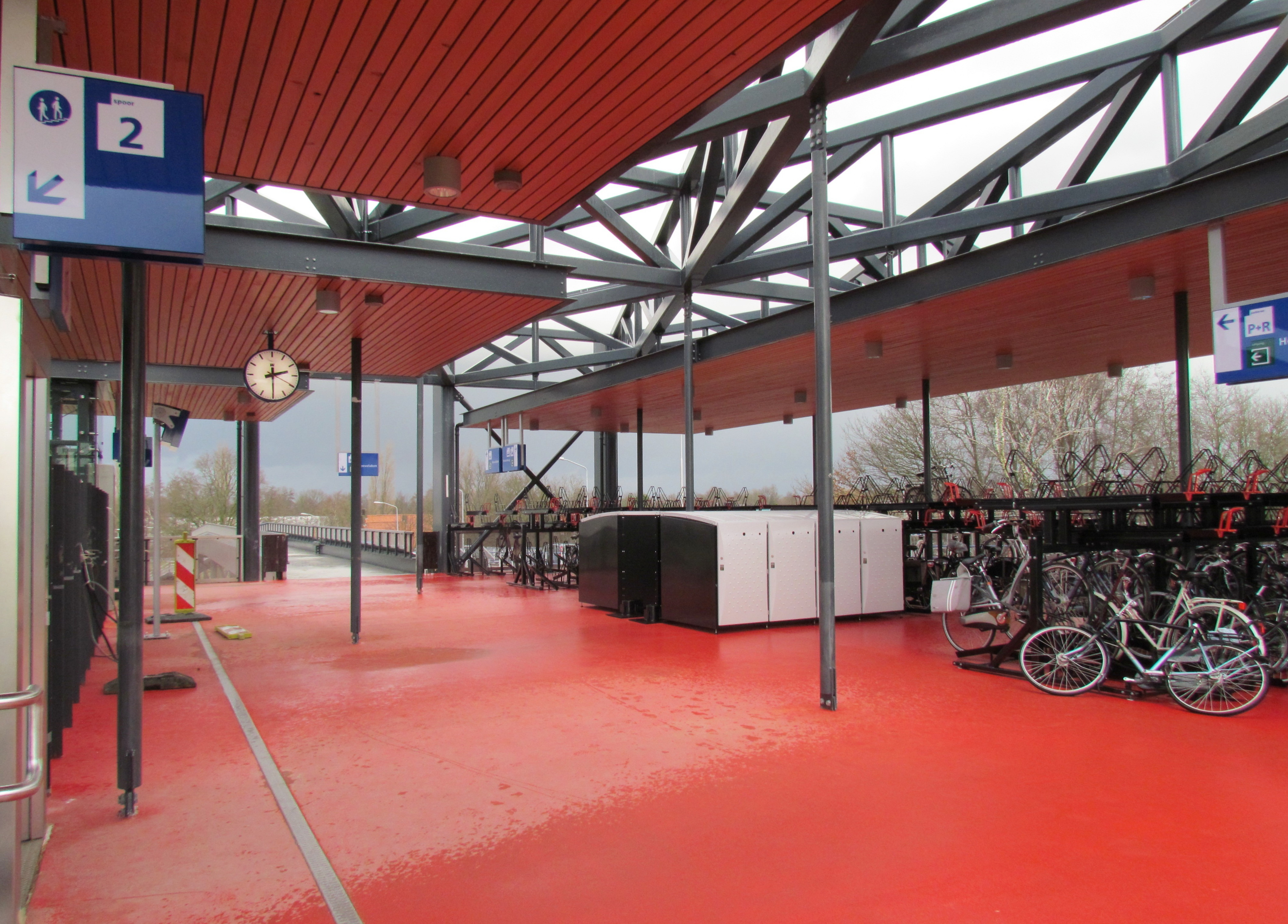
Fietsenstalling
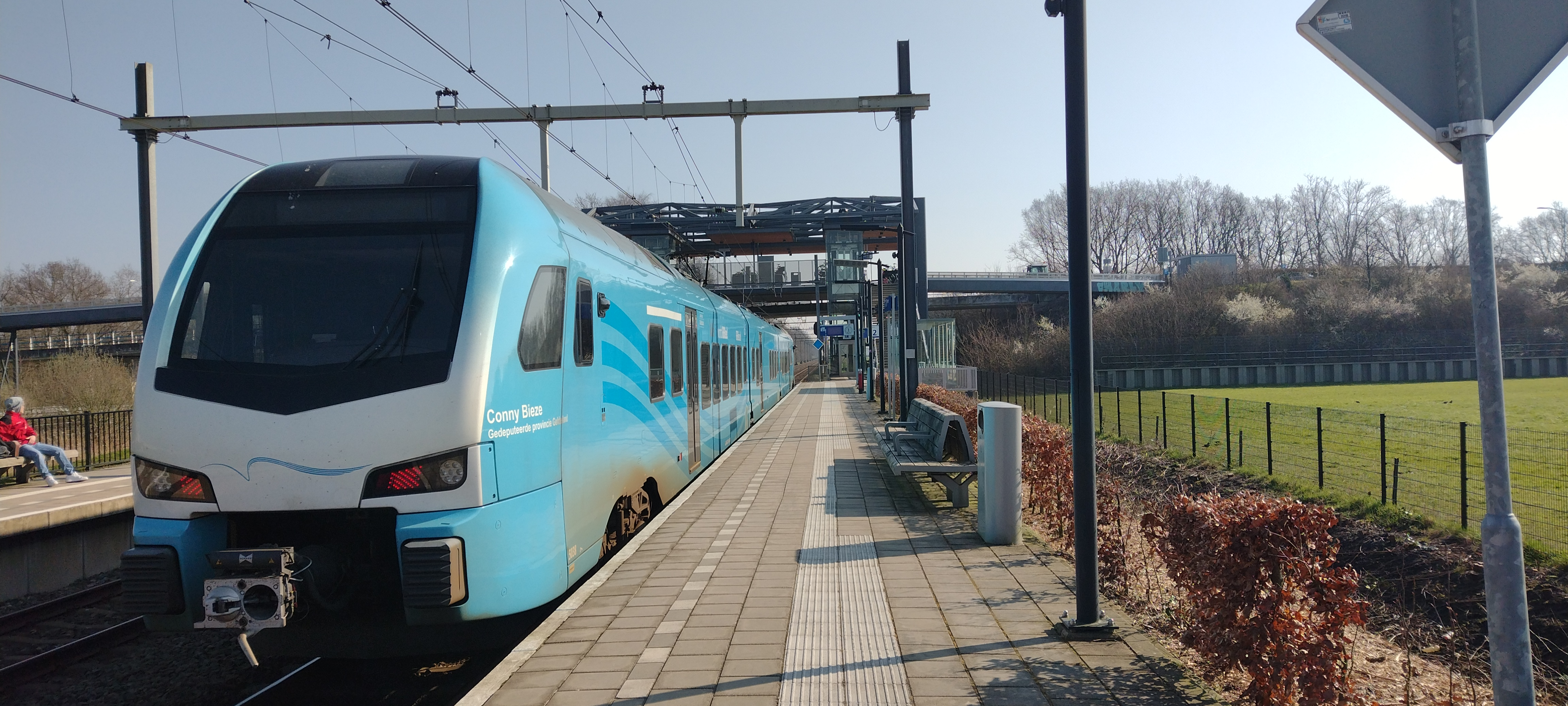
FLIRT van RRReis op het station
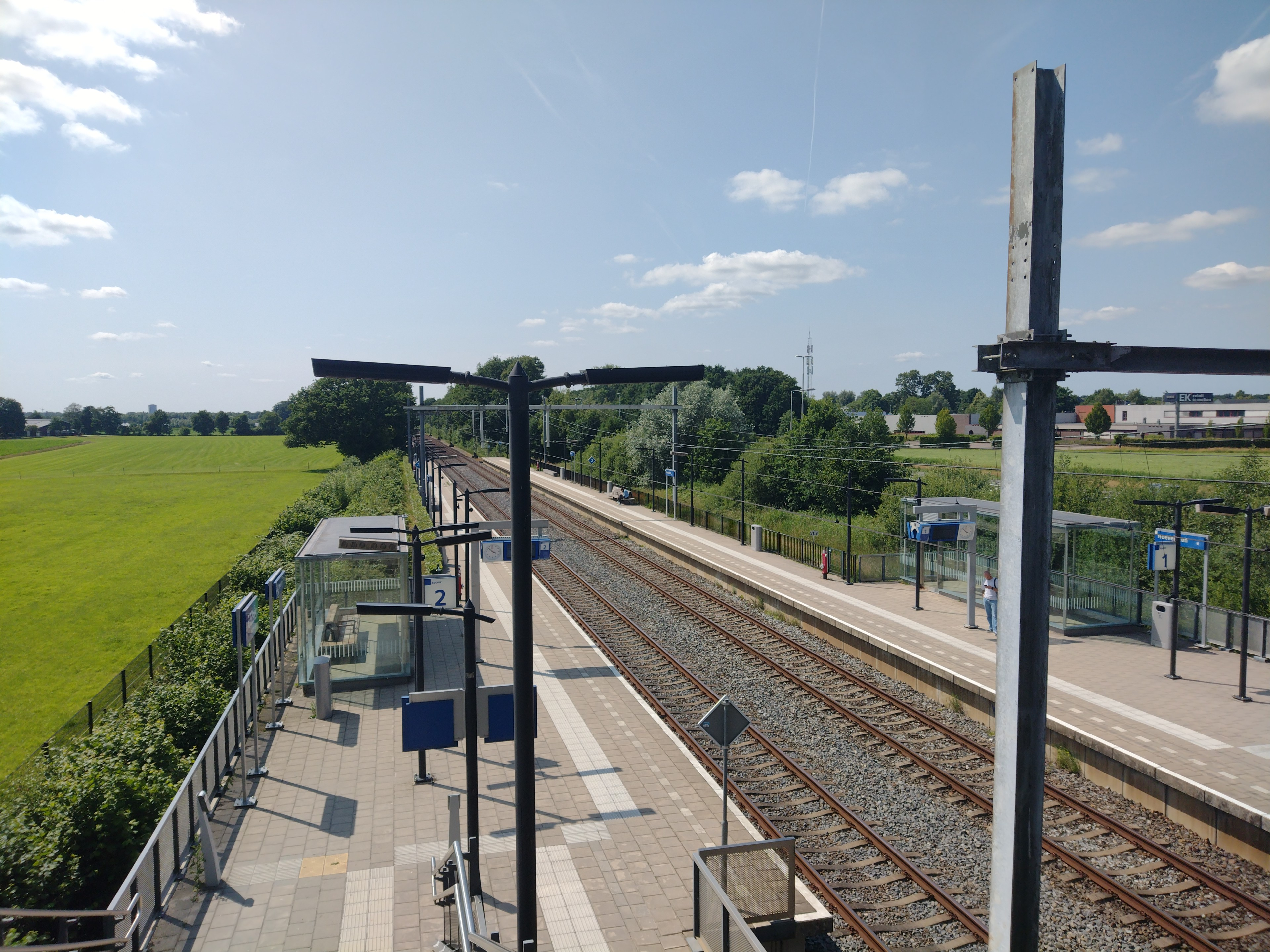
Perrons
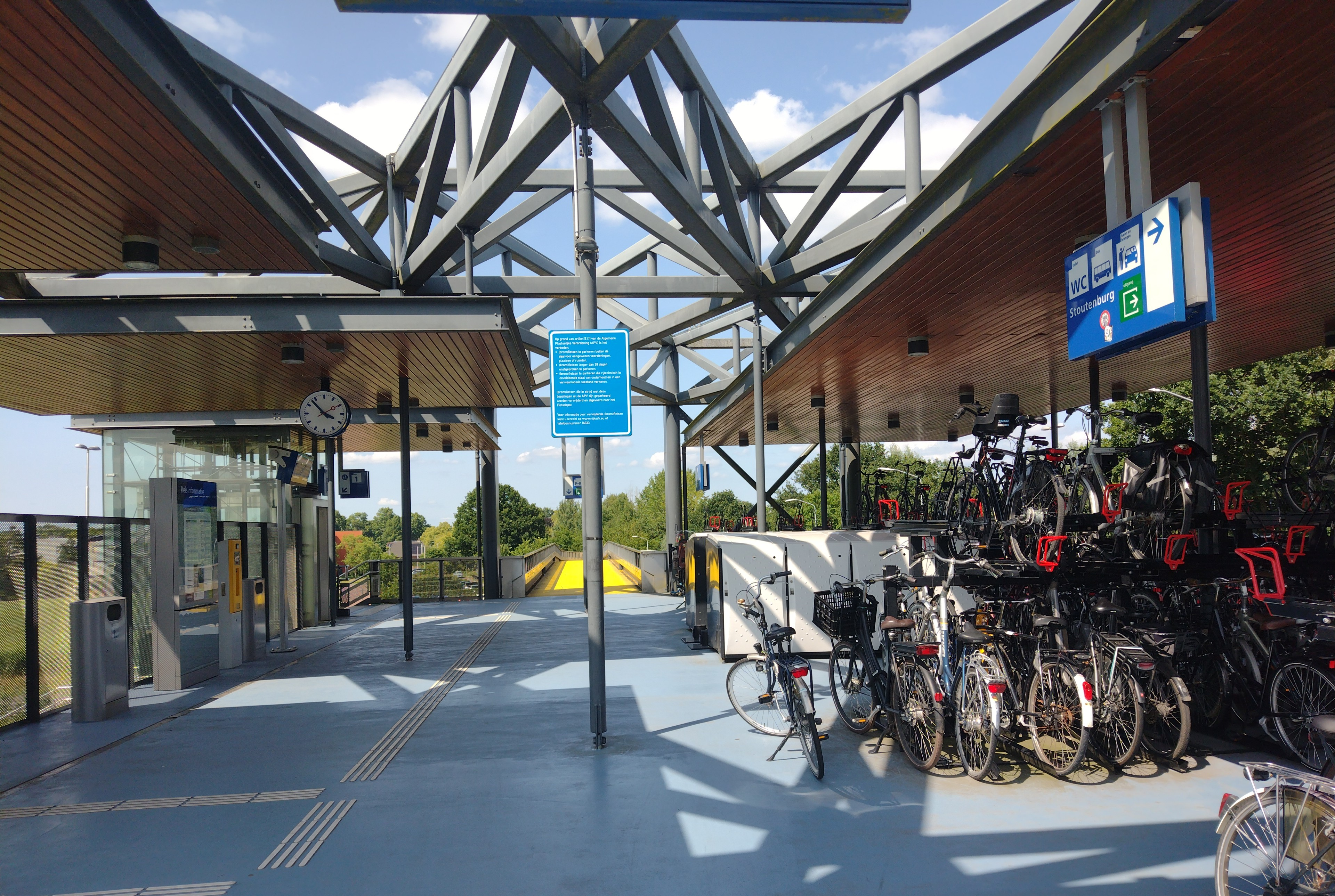
Fietsenstalling op het station
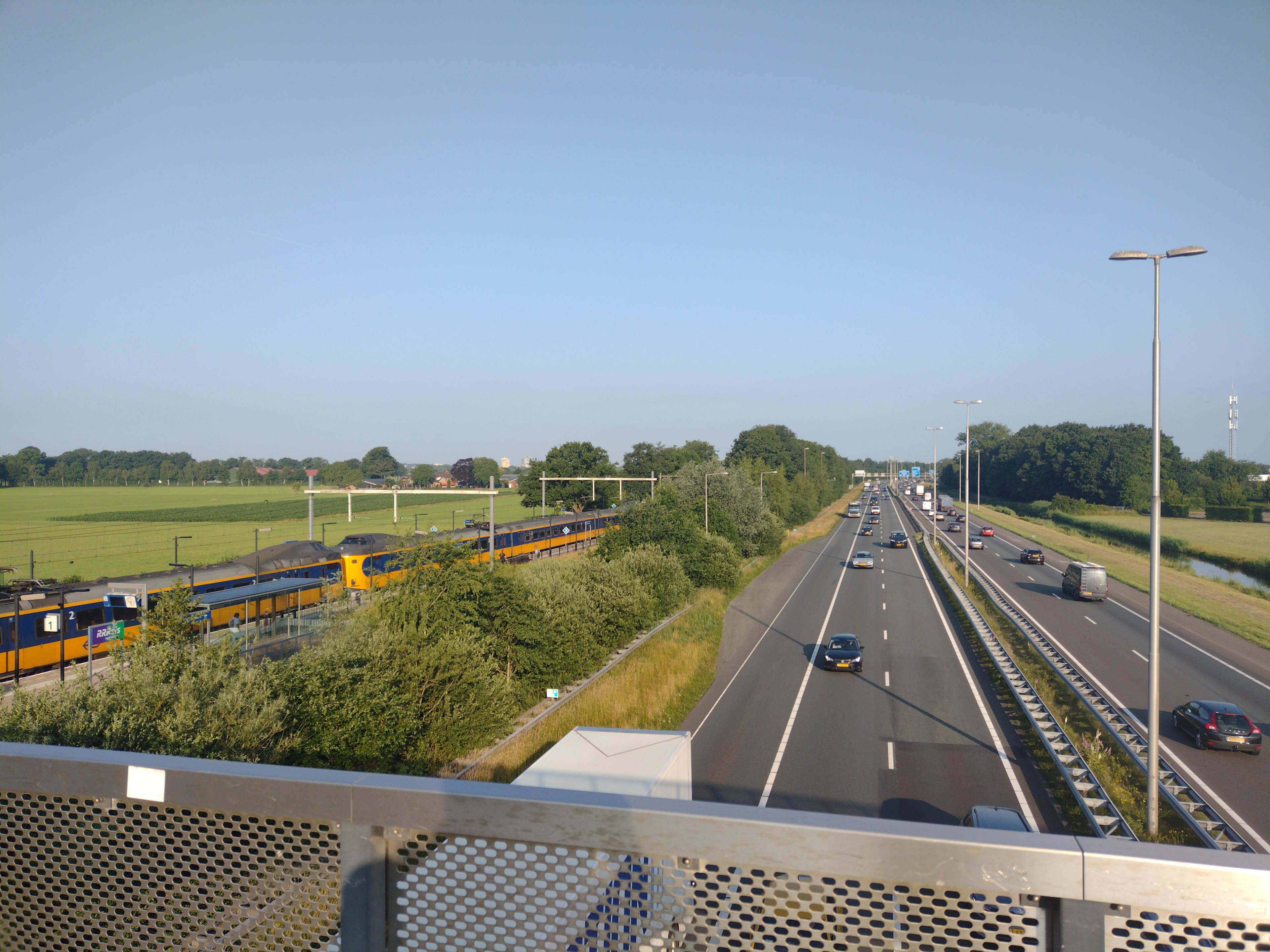
Station en de A1